# 60 secondes
60 secondes est une série diffusée sur une page Facebook dédiée. Le rôle principal est tenu par Karina Testa. Elle est la troisième web-série produite par Arte après Twenty Show diffusée sur Myspace (2008) et Addicts diffusée sur Dailymotion.

## Synopsis
Cette série met en scène Fantille, jeune femme de 27 ans (25 + 2 ans et demi).
Tous les soirs, la jeune femme, parisienne, raconte pendant 1 minute sa vie, qui se révèle compliquée. En effet, la jeune femme souhaite quitter son emploi dans une boite de communication, obtenu il y a quatre ans à la suite de son stage de fin d'études.
Elle entame également en début de saison sa 46e semaine de « célibat non désiré ».
La demoiselle propose donc une « cyber-thérapie contraignante » sur Facebook dans le but d'atteindre ses deux grands objectifs existentiels : démissionner de son entreprise, et trouver « un mec hétéro, célibataire et consentant » qui ne fasse pas de fautes d'orthographe.

## Réception
Coproduite par Arte et Zadig production, cette série a pour but de mettre en scène une sorte de Bridget Jones à la française. Elle est la deuxième web-série produite par Arte après Addict(s), l'utilisation de Facebook comme support de diffusion étant un choix pour exploiter les possibilités du réseau social (sa « viralité » notamment), sachant que pour la précédente série la diffusion avait été faible. Le but d'Arte était de pouvoir utiliser l'audience potentielle des 500 000 fans Facebook de la page de la chaîne pour la diffusion de la série.
Au lendemain de la diffusion du premier épisode, la page Facebook de la série est montée à 4 500.

## Tournage
Le tournage de la série se déroule dans un appartement du XXe arrondissement de Paris avec un budget restreint de 110 000 €

## Épisodes

### Avril 2011
0 : Fantille avant l'heure.
0 bis : Derniers réglages avant le lancement de la série le 18 avril.
1. Conscience professionnelle.
2. Âge, Sexe, Ville.
3. Plan de carrière.
4. Pendant ce temps-là, dans la savane.
5. Hypoaristerolactothérapie.
6. NSFW.
7. 46 semaines = 322 jours. Outch...
8. Estomper le creux de l'œil avec... un truc.
9. Le bon goût a un prix.
10. Puddi puddi !
11. Le jour d'après.
12. À très vite Bernard !
13. Confessions très intimes.

### Mai 2011
1. Dans la vie, y a pas que le Comic Sans MS.
2. Sub-ver-sive.
3. Un peu de compta.
4. Ich fühle mich komisch.
5. Pot de départ.
6. J'attends personne...
7. Il écrirait quoi BHL s'il était à ma place ?
8. Jour férié un dimanche, une minute de silence.
9. Hips !
10. Stalking.
11. Cannes.
12. Vous avez une nouvelle notification.
13. Être en retard.
14. Coucher le premier soir.
15. Oh my God, Monster Cock!
16. Rencard.
17. On refait le match.
18. Le bug.
19. Annonces d'emploi.
20. Carambar.
21. Talent caché.
22. Yoga.
23. La lettre de motivation.
24. La housse de couette.
25. Le surfer breton.
26. Call nine one one.
27. Le stagiaire.
28. Vomir ?
29. Continuer d'y croire.
30. Démissionner, c'est comme rompre.
31. Deux traits, danger, un trait, sécurité.

### Juin 2011
1. Une histoire de poils.
2. I did it.
3. Ecrire avec ses doigts.
4. Crise d'avenir.
5. Franglais.
6. Oui Maman...
7. Hihi!
8. Le licenciement.
9. De l'humanitaire ?!
10. Se faire virer, première tentative.
11. Faut qu'on parle.
12. Exclusifs ?
13. Un vaccin contre Ebola.
14. Se faire virer, seconde tentative.
15. Les clefs.
16. La pharmacie de la honte.
17. Ce n'est pas de la jalousie.
18. La fouille.
19. La fête des pères.
20. Aux toilettes.
21. Twitter.
22. 4 ans.
23. Savoir dire oui. Non.
24. On, nous, lui, moi, et moi.
25. Quand le surfeur breton est sous la douche, les souris dansent.
26. Challenge accepted.
27. Team surfer breton ou team linuxien.
28. Pomme P.
29. Le linuxien au téléphone.
30. Respect des anciens.

### Juillet 2011
1. Vendredi.
2. Liberté.
3. Chez le surfer breton.
4. The End.

## Épisodes d'invités

### Linux Man
1. Linux Man évalue ses chances
2. Linux Man sur les traces du méfait
3. Retour au réel ?

### La DRH
1. La chasse au CV